# 서산 정충신 문서일괄
서산 정충신 문서일괄(瑞山 鄭忠信 文書一括)은 대한민국 충청남도 서산시에 있는, 충남에 세거하였던 역사적 인물과 관련이 있는 고문서이다. 2011년 7월 20일 충청남도의 유형문화재 제212호로 지정되었다.

## 개요
정충신가의 소장 고문서는 총 53건으로 공신교서(功臣敎書) 1건, 관문(關文) 1건, 교서(敎書) 1건, 교지(敎旨) 16건, 기문(記文) 1건, 노문(路文) 2건, 상서(上書) 1건, 소초(疏草) 1건, 시호교지(諡號敎旨) 1건, 시호서경(諡號署經) 1건, 완문(完文) 2건, 유서(諭書) 4건, 有旨(有旨) 17건, 충무공신도비문(忠武公神道碑文) 1건, 치제문(致祭文) 1건, 한성판윤금남군정충무공기략(漢城判尹錦南君鄭忠武公紀略) 1건이다.
정충신가 종중문서는 충남에 세거하였던 역사적 인물과 관련이 있는 고문서이고. 소장 고문서류들도 대체로 17세기 고문서로 충남지방의 고문서 중에서는 시기가 빠름. 정충신가 소장 고문서 가운데 정충신과 직접 관련이 있는 공신교서 1건, 교서 1건, 교지 14건, 시호교지 1건, 시호서경 1건, 완의 1건, 유서 4건, 유지 15건, 치제문 1건 등 39건과 정충신의 문집인 『금남집』을 포함하여 총 40점을 충청남도 유형문화재로 지정한다.

## 같이 보기
- 정충신

## 참고 자료
- 서산 정충신문서 일괄 - 국가유산청 국가유산포털